# Municipio de Zajas
El municipio de Zajas (en idioma macedonio: Општина Зајас) es uno de los ochenta y cuatro municipios en los que se subdivide administrativamente Macedonia del Norte.

## Geografía
Este municipio se encuentra localizado en el territorio que abarca la región estadística de Sudoeste.

## Población
La superficie de este municipio abarca una extensión de territorio de unos 161,08 kilómetros cuadrados. La población de esta división administrativa se encuentra compuesta por un total de 11.605 personas (según las cifras que arrojaron el censo llevado a cabo en el año 2002). Mientras que su densidad poblacional es de unos setenta y dos habitantes por cada kilómetro cuadrado aproximadamente.